# Per V. Johansson
Per V. Johansson, född 21 mars 1955, är en svensk professionell kontrabasist, uppväxt i Ås utanför Östersund. I likhet med basisten Backa Hans Eriksson och gitarristen Olle Junholmfick Johansson en viktig del av sin musikaliska inspiration från musiklivet inom den frikyrkoförsamling, Odenslundskyrkan, där hans far Sven-Erik Johansson var organist och musikalisk ledare.
Johansson utbildades i kontrabas vid Kungliga Musikhögskolan på 1970-talet och har sedan dess varit verksam musiker inom många musikgenrer. Som frilansmusiker har Per V. Johansson spelat bland annat i "Monica Törnell New Band" och Mikael Råbergs storband och är sedan 1985 ständig medlem i Sven-Bertil Taubes Gröna Lundorkester. Per V. Johansson ingår i Trio X, en improvisationsgrupp hemmahörande i Musik i Uppland. Trio X har genom åren samarbetat med ett stort antal musiker och artister som Jojje Wadenius, Claes Janson, Mikael Samuelsson, Meta Roos, bröderna Agnas, Dan Laurin, Bengan Janson och Orphei Drängar.

## Diskografi
- 2002 – BlåGul Blues
- 2002 – Bluin' the Blues Away
- 2003 – In dulci jubilo
- 2005 – Trio X of Sweden
- 2006 – Sounds of Sund
- 2010 – Peter Mattei – A Kaleidoscope